# محوطه دلی چال
محوطه دلی چال مربوط به دوران‌های تاریخی پس از اسلام است و در شهرستان رودسر، بخش رحیم آباد، جنوب غرب لیما گوابر واقع شده و این اثر در تاریخ ۲ بهمن ۱۳۸۲ با شمارهٔ ثبت ۱۰۷۱۸ به‌عنوان یکی از آثار ملی ایران به ثبت رسیده است.